# Trasformata di Fortescue
In elettrotecnica, in particolare nell'ambito dei sistemi elettrici di potenza, la trasformata di Fortescue, che prende il nome dal suo ideatore, l'ingegnere Charles LeGeyt Fortescue è un operatore utilizzato al fine di semplificare i calcoli relativi allo studio di sistemi trifase non bilanciati. Questa trasformata opera un cambiamento di base che permette di pensare ciascuna terna di fasori come somma di tre terne di fasori.
La nuova base ottenuta dopo la trasformazione viene usualmente definita come "dominio delle sequenze". Pertanto si può affermare che un sistema trifase non bilanciato può essere studiato mediante l'algebra delle sequenze.
La terna di fasori viene dunque scomposta in tre terne simmetriche:
- una terna di sequenza diretta o positiva;
- una terna di sequenza inversa o negativa;
- una terna di sequenza omopolare o zero.

Essendo i sistemi trifase di potenza generalmente bilanciati, questa trasformazione è utilizzata principalmente per l'analisi delle conseguenze dei guasti non simmetrici, come ad esempio il guasto monofase verso terra.

## Definizione

### Operatore alfa
L'operazione di trasformazione avviene mediante l'operatore {\displaystyle {\bar {\alpha }}}, ovvero l'operatore fasoriale di rotazione in senso antiorario di un angolo pari a 120°.
{\displaystyle {\bar {\alpha }}=e^{j{\frac {2}{3}}\pi }}
Questo operatore gode delle seguenti proprietà:
- {\displaystyle 1={\bar {\alpha }}^{3}={\bar {\alpha }}^{6}=...}
- {\displaystyle {\bar {\alpha }}={\bar {\alpha }}^{4}={\bar {\alpha }}^{7}=...}
- {\displaystyle {\bar {\alpha }}^{2}={\bar {\alpha }}^{5}={\bar {\alpha }}^{8}=...}
- {\displaystyle 1+{\bar {\alpha }}+{\bar {\alpha }}^{2}=0}

### Matrice di trasformazione
{\displaystyle {\bar {V}}_{f}={\begin{bmatrix}{\bar {V}}_{1}\\{\bar {V}}_{2}\\{\bar {V}}_{3}\end{bmatrix}}={\begin{bmatrix}1&1&1\\1&{\bar {\alpha }}^{2}&{\bar {\alpha }}\\1&{\bar {\alpha }}&{\bar {\alpha }}^{2}\end{bmatrix}}{\begin{bmatrix}{\bar {V}}_{o}\\{\bar {V}}_{d}\\{\bar {V}}_{i}\end{bmatrix}}=\mathbf {T} \cdot {\bar {V}}_{s}}
Il vettore {\displaystyle V_{f}} è il vettore dei fasori della terna trifase originaria, mentre il vettore {\displaystyle V_{s}} è il vettore contenente i primi fasori della terna omopolare, della terna diretta e della terna inversa.
Dunque, per come viene definita, la trasformata di Fortescue permette di ottenere il sistema trifase conoscendo i valori dei fasori appartenenti al dominio delle sequenze.

### Matrice di trasformazione inversa
{\displaystyle {\bar {V}}_{s}={\begin{bmatrix}{\bar {V}}_{o}\\{\bar {V}}_{d}\\{\bar {V}}_{i}\end{bmatrix}}={\frac {1}{3}}{\begin{bmatrix}1&1&1\\1&{\bar {\alpha }}&{\bar {\alpha }}^{2}\\1&{\bar {\alpha }}^{2}&{\bar {\alpha }}\end{bmatrix}}{\begin{bmatrix}{\bar {V}}_{1}\\{\bar {V}}_{2}\\{\bar {V}}_{3}\end{bmatrix}}=\mathbf {T} ^{-1}\cdot {\bar {V}}_{f}}
L'inversa della matrice di trasformazione di Fortescue permette dunque di passare dal sistema trifase alle terne di sequenza diretta, inversa e omopolare.

## Significato
La trasformata inversa di Fortescue permette di determinare solo i primi tre fasori delle tre terne di sequenza, ma la comodità di queste terne sta nel fatto che gli altri vettori di ciascuna sono determinati direttamente a partire dal prima, mediante l'utilizzo dell'operatore {\displaystyle {\bar {\alpha }}}.

### Terna di sequenza omopolare
La terna di sequenza omopolare è composta di tre fasori uguali tra loro e di conseguenza, una volta determinato  {\displaystyle {\bar {V}}_{o1}} mediante l'antitrasformata di Fortescue, i vettori  {\displaystyle {\bar {V}}_{o2}} e  {\displaystyle {\bar {V}}_{o3}} sono immediatamente definiti:
{\displaystyle {\bar {V}}_{o1}} = {\displaystyle {\bar {V}}_{o2}} = {\displaystyle {\bar {V}}_{o3}}.

### Terna di sequenza diretta
La terna di sequenza diretta è composta di tre fasori uguali in modulo ma sfasati di 120° gli uni dagli altri. In particolare  {\displaystyle {\bar {V}}_{o2}} risulta essere in ritardo di 120° rispetto a  {\displaystyle {\bar {V}}_{o1}}, mentre  {\displaystyle {\bar {V}}_{o3}} è a sua volta in ritardo di 120° rispetto a  {\displaystyle {\bar {V}}_{o2}} (ovvero in anticipo di 120° rispetto a  {\displaystyle {\bar {V}}_{o1}}), considerato che il verso di rotazione dei fasori è antiorario. In termini matematici, utilizzando l'operatore {\displaystyle {\bar {\alpha }}}:
{\displaystyle {\bar {V}}_{o2}={\bar {\alpha }}^{2}\cdot {\bar {V}}_{o1}}
{\displaystyle {\bar {V}}_{o3}={\bar {\alpha }}\cdot {\bar {V}}_{o1}}.

### Terna di sequenza inversa
La terna di sequenza inversa è anch'essa composta di tre fasori uguali in modulo ma sfasati di 120° gli uni dagli altri. Diversamente dalla terna diretta, però, il senso di rotazione è orario e di conseguenza  {\displaystyle {\bar {V}}_{o2}} risulta essere in anticipo di 120° rispetto a  {\displaystyle {\bar {V}}_{o1}}, mentre  {\displaystyle {\bar {V}}_{o3}} è a sua volta in anticipo di 120° rispetto a  {\displaystyle {\bar {V}}_{o2}} (ovvero in ritardo di 120° rispetto a  {\displaystyle {\bar {V}}_{o1}}). In termini matematici, utilizzando l'operatore {\displaystyle {\bar {\alpha }}}:
{\displaystyle {\bar {V}}_{o2}={\bar {\alpha }}\cdot {\bar {V}}_{o1}}
{\displaystyle {\bar {V}}_{o3}={\bar {\alpha }}^{2}\cdot {\bar {V}}_{o1}}.

## Applicazioni
L'utilizzo di questo tipo di trasformazione è strettamente legato alla presenza delle numerose semplificazioni nei calcoli che si possono ottenere trasformando l'intero sistema trifase nelle componenti di sequenza: in questo modo e sfruttando le numerose simmetrie costruttive di un reale sistema di potenza (es. linee uguali per ogni fase, trasformatori e macchine rotanti simmetriche) i circuiti equivalenti del sistema trasformato non presentano mutui accoppiamenti, che costituiscono invece un notevole scoglio nella risoluzione di un sistema trifase non bilanciato.
Una volta ottenuta nel dominio delle sequenze la grandezza desiderata, come per esempio una corrente di cortocircuito, ri-trasformando si possono ottenere i valori della stessa grandezza per ognuna delle fasi del sistema.